# 罗顿豆属
罗顿豆属（学名：Lotononis）是蝶形花科下的一个属，为草本或亚灌木植物。该属共有约5种，分布于非洲。